# Finale Stanleyjevega pokala 1915
Finale Stanleyjevega pokala 1915 je potekal od 22. do 26. marca. Za pokal sta se potegovali moštvi Vancouver Millionaires, prvak lige PCHA, in Ottawa Hockey Club, prvak lige NHA. Prvič v zgodovini se je zgodilo, da je o zmagovalcu odločal finale in ne serije med imetnikom pokala in izzivalnim moštvom. Prav tako se je prvič v zgodovini pripetilo, da je v finalu zmagalo moštvo iz lige PCHA, ekipa Vancouver Millionaires je zmagala s 3-0 v tekmah. 
To je bil prvi finale, ki so ga igrali pod tedaj novim soglasjem skrbnikov Stanleyjevega pokala, ki so določili, da se na koncu sezone za pokal merita prvaka lig NHA in PCHA. Skrbniki so sprejeli predlog NHA:PCHA za leto 1915, ker so se amaterska moštva osamosvojila in se niso več potegovala za Stanleyjev pokal, ampak za Pokal Allan. Zaradi razlik med pravili obeh lig so 1. in 3. tekmo odigrali pod pravili lige PCHA, medtem ko so na 2. tekmi uporabili pravila lige NHA. 

## Poti do finala
Vancouver je končal sezono 1914/15 na prvem mestu in je tako osvojil ligaški naslov. Na koncu je vknjižil 13 zmag in 4 poraze. 
Na drugi strani je Ottawa sezono 1914/15 končala na prvem mestu, na katerem pa je bila izenačena z moštvom Montreal Wanderers. Obe moštvi sta dosegli 14 zmag in 6 porazov. Za določitev prvaka lige NHA je bila zato potrebna dvotekemska končnica, v kateri je o končni zmagi odločala skupna razlika v golih iz obeh tekem. Ottawa je bila boljša z izidom 4-1 in je napredovala v finale. 

## Serija
Vse tekme finala so bile odigrane v dvorani Denman Arena v Vancouvru, domači dvorani Vancouver Millionairesov. Vancouver je z nasprotniki pometel z rezultati 6-2, 8-3 in 12-3, skupaj 26-8. Pri Vancouvru je bil vodilni strelec Cyclone Taylor s 6 zadetki, Barney Stanley pa je bil uspešen 5-krat, od tega je 3 zadetke prispeval v drugi tretjini tretje tekme. 
| Tekme                                     | Tekme     | Zmagovalci             | Izid | Poraženci          | Pravila | Lokacija     |
| ----------------------------------------- | --------- | ---------------------- | ---- | ------------------ | ------- | ------------ |
| 1                                         | 22. marec | Vancouver Millionaires | 6–2  | Ottawa Hockey Club | PCHA    | Denman Arena |
| 2                                         | 24. marec | Vancouver Millionaires | 8–3  | Ottawa Hockey Club | NHA     | Denman Arena |
| 3                                         | 26. marec | Vancouver Millionaires | 12–3 | Ottawa Hockey Club | PCHA    | Denman Arena |
| Vancouver je zmagal serijo z 3–0 v zmagah |           |                        |      |                    |         |              |

## Vancouver Millionaires, zmagovalci Stanleyjevega pokala, 1915

### Postava
Centri
- Fred Cyclone Taylor‡
- Duncan Mickey MacKay
- Jean Johnny Matz

  Krila
- Russell Barney Stanley
- Frank Nighbor

  Branilci
- Lloyd Cook
- Silas Griffis (kapetan),
- Frank Patrick
- (predsednik-igralec-direktor-trener),
- Jim Seaborn
- Ken Mallen

  Vratarji
- Hugh Lehman

  Neigralci
- Neigralcev ni - branilec Frank Patrick je opravljal funkcije lastnika, predsednika, direktorja in trenerja. Vodil je celoten klub.

‡ Igral je na položaju roverja, ki se je nahajal med obrambo in za centrom.

### Vrezano v Stanleyjev pokal
Ottawa je vrezala besede "Ottawa/prvaki NHA/1914/15" na bazo originalne čaše pokala, čeprav niso zmagali v finalu. Gre za podoben običaj kot tisti, ki se je pojavljal do leta 1915, ko so pokal uradno predali prvakom lige, v kateri je igralo moštvo, ki je pokal osvojilo v prejšnji sezoni. Prvak iz prejšnje sezone je bil namreč NHA klub Toronto Blueshirts. 
Po finalu je bilo na pokal dodano "Vancouver B.C./1914/15/premagali Ottawo/3 zaporedne tekme". Imena osmih igralcev in ime direktorja so bila vrezana v čašo vzdolž razbrazdanih strani. 
Dva igralca sta bila izpuščena, čeprav je bilo na pokalu dovolj prostora. Ken Mallen je igral na 14 od 16 tekem, od tega na 2 od 3 finalnih tekem. Njegovo ime je bilo izpuščeno po napaki. Ime Jeana Matza pa je bilo izpuščeno, ker je igral le na eni tekmi.